# San Pedro Apatlaco
San Pedro Apatlaco es una localidad del estado mexicano de Morelos. Es parte del municipio de Ayala.

## Toponimia
El nombre «San Pedro» hace referencia al santo patrono de la localidad: Pedro el Apóstol. El nombre «Apatlaco» proviene de los términos en náhuatl: atl, agua; patlauac, cosa ancha; co, locativo. Su significado es «En el agua ancha».

## Demografía
| Gráfica de evolución demográfica |
|                                  |

| Censo | Población |
| ----- | --------- |
| 1921  | 512       |
| 1930  | 570       |
| 1940  | 854       |
| 1950  | 1 319     |
| 1960  | 1 405     |
| 1970  | 3 558     |
| 1980  | 6 395     |
| 1990  | 9 684     |
| 2000  | 11 598    |
| 2010  | 12 630    |
| 2020  | 1 3032    |